# Bere (keresztnév)
A Bere egy régi magyar személynév, esetleg valamely Ber- kezdetű név beceneve volt.

## Gyakorisága
Az 1990-es években szórványosan fordult elő, a 2000-es években nem szerepel a 100 leggyakoribb férfinév között.

## Névnapok
- augusztus 14.[2]